# The Superinvestors of Graham-and-Doddsville
The Superinvestors of Graham-and-Doddsville ist ein berühmt gewordener Essay von Warren Buffett, der aus einer Ansprache hervorging, die er am 17. Mai 1984 an der Columbia University School of Business anlässlich eines Festaktes zum 50-jährigen Jubiläum des Erscheinens der Erstausgabe des Buches Security Analysis von Benjamin Graham und David Dodd hielt.
Der Titel des Essays ist eine Anspielung auf die theoretischen und intellektuellen Ursprünge des Value Investing, das Graham und Dodd mit ihrem Bestseller seinerzeit begründeten.
Der Essay ist eine lebhafte Verteidigung des Value Investing gegenüber seinen Kritikern aus dem Lager der Markteffizienzhypothese, die die Erfolge eines Warren Buffett immer wieder als reines Glück interpretieren. Buffett, der über die Jahre stets behauptete, seine Gewinne aus dem Kauf unterbewerteter Unternehmen seien keineswegs zufällig entstanden, sondern beruhten einzig und allein auf der konsequenten Anwendung der Prinzipien des Value Investing, führt in seinem Essay zahlreiche weitere erfolgreiche Investoren an, die allesamt auf denselben intellektuellen Ziehvater (Benjamin Graham) zurückgehen. Er belegt seine Aussagen schließlich durch beeindruckende Langzeituntersuchungen der Anlageergebnisse der beschriebenen Value-Investoren. Diese hätten, wie auch er, es über lange Zeiträume geschafft, durch die Investition in unterbewertete Unternehmen die großen Indizes wie den Dow Jones Industrial Average oder den S&P 500 zu schlagen.
Im Essay finden namentlich Erwähnung:
- Walter Schloss
- Tom Knapp und Ed Anderson von Tweedy, Browne Inc.
- William J. Ruane mit seinem Sequoia Fund
- Rick Guerin von Pacific Partners Ltd.
- Stan Perlmeter von Perlmeter Investments
- Charles Munger
- Buffett selbst mit seinem Buffett Partnership Ltd.